# Pośredni Gerlach
Pośredni Gerlach, Pośredni Gierlach (słow. Gerlachovská veža) – wybitna turnia o wysokości 2642 m n.p.m. znajdująca się w masywie Gerlacha, w słowackich Tatrach Wysokich. Znajduje się pomiędzy głównym wierzchołkiem Gerlacha (2655 m), oddzielona od niego Wyżnimi Gerlachowskimi Wrótkami, a Małym Gerlachem (2601 m) oddzielonym Pośrednimi i Niżnimi Gerlachowskimi Wrótkami. Pomiędzy tymi dwoma przełęczami znajduje się jeszcze Gerlachowska Czuba.
W masywie Gerlacha jest to szczyt podrzędny, co nie zmienia faktu, że jest to jeden z najwyższych punktów masywu, jak i ogólnie całych Tatr. Północno-wschodnia potężna ściana Pośredniego Gerlacha opada w kierunku Doliny Wielickiej. Południowo-wschodnia natomiast jest znacznie niższa i opada w kierunku górnej części Żlebu Karczmarza. W stronę Doliny Batyżowieckiej Pośredni Gerlach opada do Batyżowieckiego Żlebu.
Na Pośredni Gerlach nie prowadzą żadne szlaki turystyczne, jest on dostępny jedynie dla taterników.

## Nazewnictwo
Nazwa Pośredniego Gerlacha pochodzi od jego „pośredniego” charakteru, gdyż znajduje się pomiędzy głównym wierzchołkiem Gerlacha a Małym Gerlachem. Tłumacząc słowacką nazwę Gerlachovská veža na język polski, otrzymamy „Gerlachowską Turnię”, więc nazewnictwo słowackie funkcjonuje nieco inaczej. Oboczną formą nazwy turni jest „Pośredni Gierlach”, utworzona na podstawie nazwy „Gierlach” (zob. wyjaśnienie w haśle Gerlach).

## Historia
Pierwsze wejścia na Pośredni Gerlach miały miejsce przy okazji wejścia na główny wierzchołek. Nie ma dokładniejszych informacji co do Pośredniego Gerlacha z racji tego, że dawniej zdobywano jedynie najwyższe punkty masywów, nie interesowano się innymi obiektami.

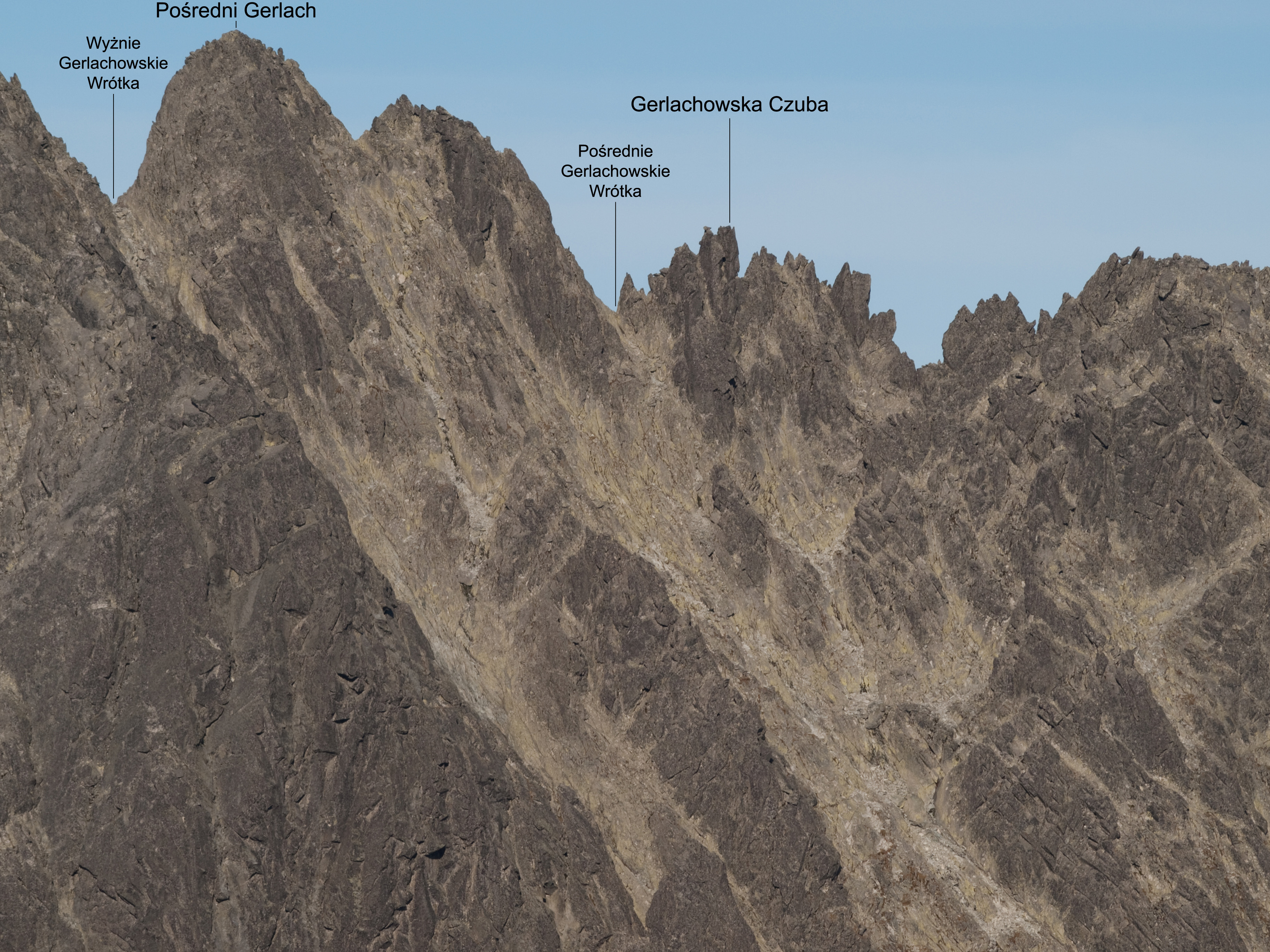
Widok z Doliny Batyżowieckiej
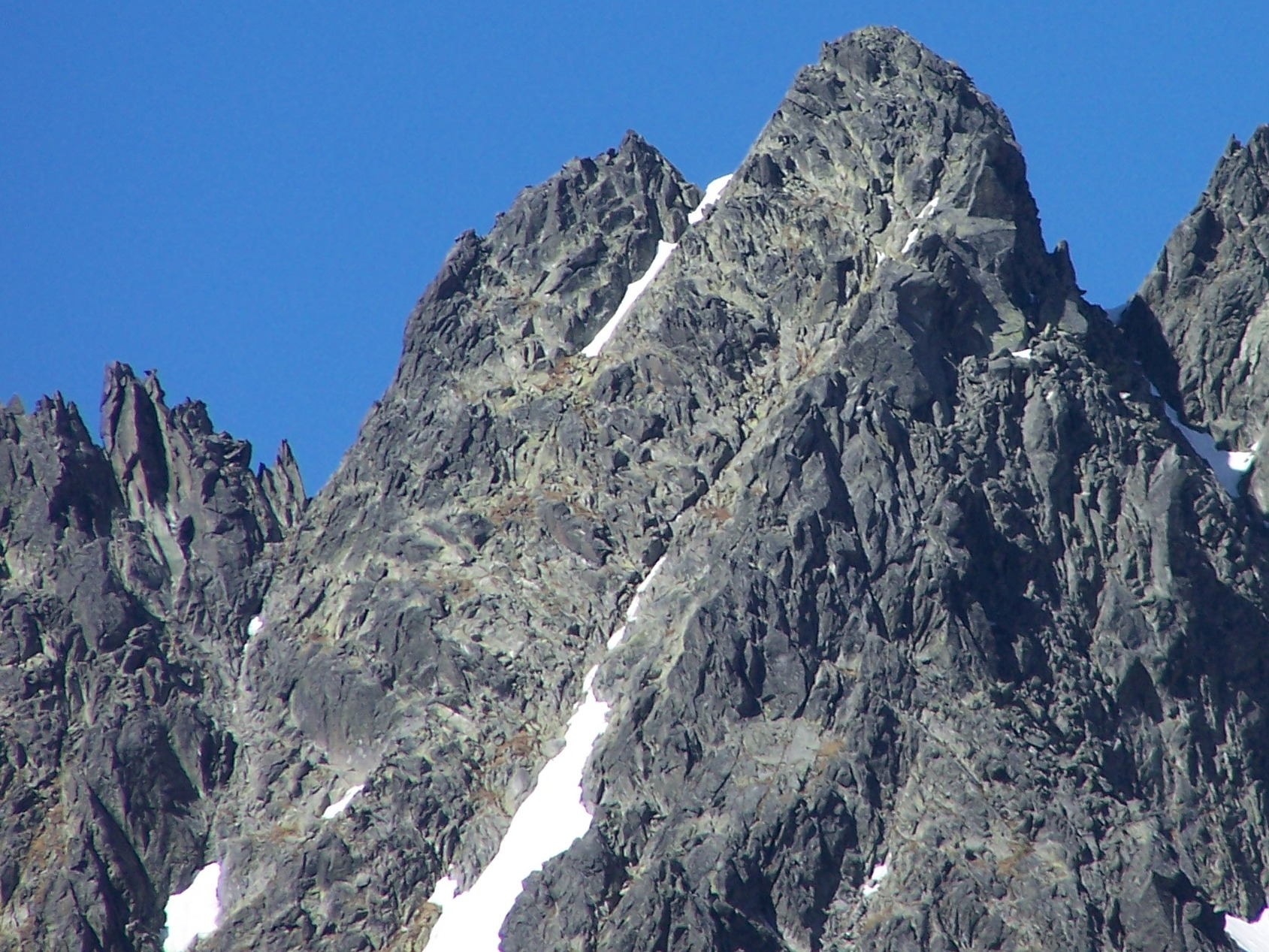
Widok ze Staroleśnego Szczytu
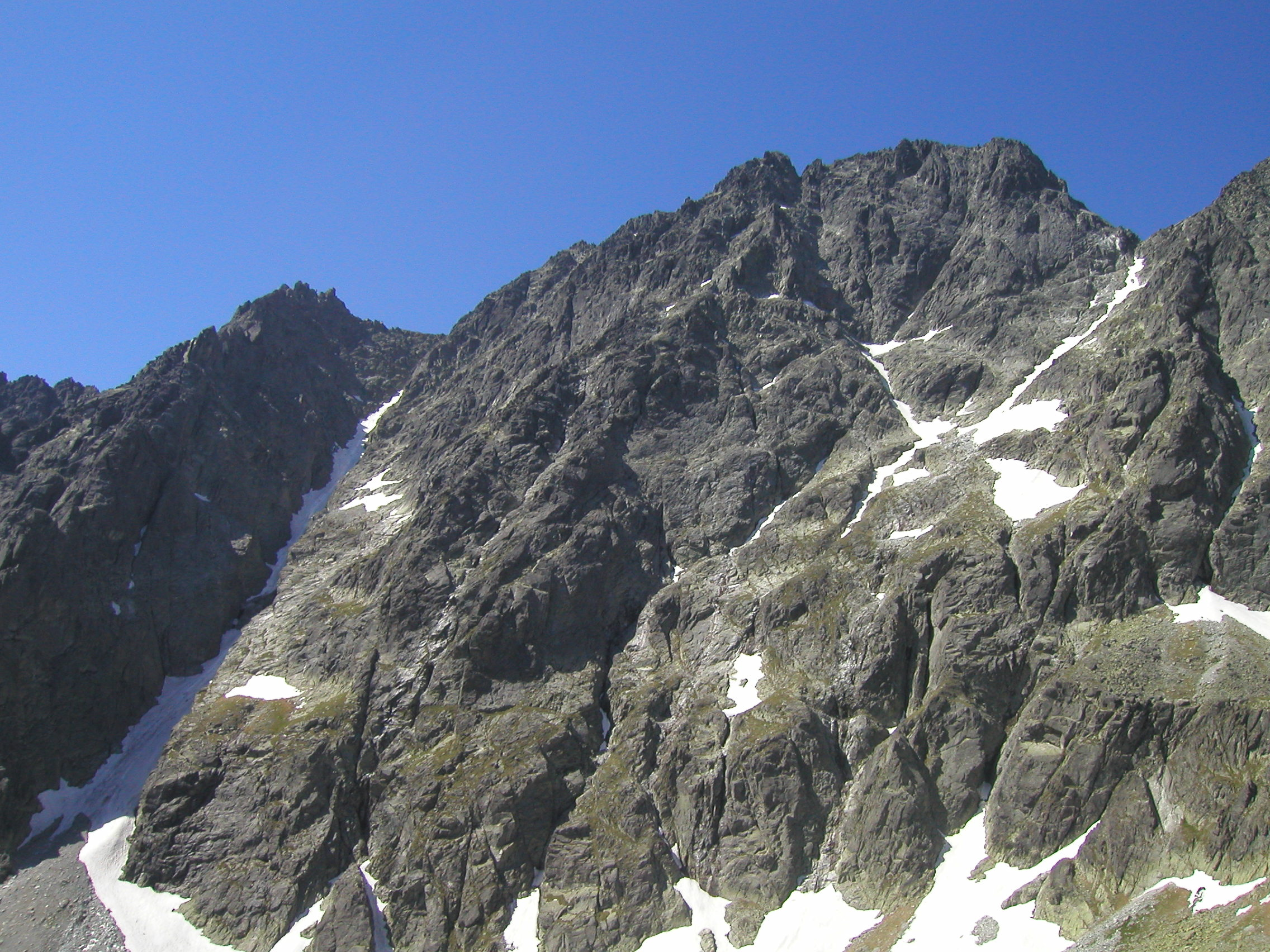
Widok z Doliny Wielickiej na Pośredni Gerlach i Gerlach